# Yonaguni (canción)
«Yonaguni» es una canción del cantante puertorriqueño Bad Bunny. Fue lanzado el 4 de junio de 2021 a través de Rimas Entertainment, junto con el vídeo musical. El título de la canción se refiere a la isla Yonaguni en Japón. La canción encabezó la lista de Billboard Hot Latin Songs y alcanzó el puesto n.º 3 en el Billboard Global 200.

## Posicionamiento en listas
| Chart (2021)                       | Peak position |
| ---------------------------------- | ------------- |
| Argentina (Argentina Hot 100)      | 7             |
| Canadá (Canadian Hot 100)          | 72            |
| Global 200 (Billboard)             | 3             |
| Nueva Zelanda Hot Singles (RMNZ)   | 21            |
| Portugal (AFP)                     | 43            |
| España (Top 100 Canciones)         | 2             |
| Suiza (Schweizer Hitparade)        | 38            |
| Estados Unidos (Billboard Hot 100) | 10            |
| Estados Unidos (Hot Latin Songs)   | 1             |

## Historial de lanzamiento
| Región | Fecha              | Formato(s)                 | Sello discográfico | Ref.   |
| ------ | ------------------ | -------------------------- | ------------------ | ------ |
| Varios | 4 de junio de 2021 | Descarga digital streaming | Rimas              | [ 17 ] |